# 深谷市立桜ヶ丘小学校
深谷市立桜ヶ丘小学校（ふかやしりつ さくらがおかしょうがっこう）は、埼玉県深谷市にある公立小学校。

## 沿革
- 昭和33年4月1日 - 桜ヶ丘小学校開校
  - 4月18日 - 開校式挙行、開校記念日とする
  - 9月26日 - 区民協力による第1回植樹
  - 11月26日 - 記念植樹、栗原県知事・安部市長来校
- 昭和34年3月11日 - 区民協力による第2回植樹
  - 4月18日 - 校歌制定
  - 5月20日 - 正門完成
- 昭和38年4月1日 - 校地内に桜ヶ丘幼稚園併設
- 昭和39年4月7日 - オリンピック記念植樹
- 昭和41年4月1日 - 校地内に桜ヶ丘幼稚園新園舎新築完成
- 昭和42年10月8日 - 校旗・校章制定
- 昭和43年4月18日 - 開校10周年記念式典挙行
- 昭和45年2月 - 「清心の池」完成
- 昭和46年12月27日 - 現第3校舎（鉄筋2階建6教室）完成
- 昭和50年4月8日 - 現第2校舎（鉄筋2階建8教室）完成
- 昭和52年5月16日 - 県教委より体力推進校研究委嘱
- 昭和53年2月28日 - 開校20周年記念式典挙行
- 昭和54年4月1日 - 上柴西小学校開校に伴い学区が縮小される
- 昭和57年11月4日 - 校庭南東部にわたる排水用側溝完成
- 昭和60年3月 - 校庭西側道路に歩道完成
- 昭和63年2月 - 木造管理棟、第1第2校舎を壊し鉄筋4階建校舎完成
  - 4月24日 - 新校舎落成、開校30周年記念式典挙行
- 平成3年3月24日 - 学校プール新装・完成
- 平成4年3月24日 - 体育館・物置完成
- 平成5年3月16日 - 体育館壁画「くじらさんが来た日」序幕
- 平成6年10月19日 - リサイクル推進功労者表彰受賞（リサイクル競技会）
  - 11月9日 - 県教委・市教委移植国際理解教育研究発表会
- 平成8年2月5日 - 深谷ナンバーワン賞顕彰　－福祉活動に対して－（深谷経営者クラブ）
  - 3月31日 - 総合遊具完成
  - 4月1日 - 市教委より健康教育研究委嘱
  - 11月14日 - シラコバト賞受賞（埼玉県コミュニティー協会）
- 平成9年1月22日 - 学校保健努力校として表彰される
  - 9月24日 - 緑ヶ丘地区が条例改正により上柴西小学校区に移る
- 平成10年11月9日 - 市教委委嘱情報教育研究発表会
- 平成11年2月23日 - 青少年輝ける活動賞受賞　－ネパールへ学校を贈ろう－（深谷ロータリークラブ）
- 平成12年10月12日 - 感謝状受賞　－ネパールへ学校を贈ろう－（埼玉県知事）
  - 11月3日 - つばき賞受賞（深谷市長）
- 平成13年1月25日 - リサイクル活動部門優秀校受賞（食品容器環境美化協会）
  - 3月17日 - カリカ小学校建設感謝集会を行う
  - 5月26日 - 青少年善行表彰受賞（日本善行会）
  - 11月15日 - 埼玉県知事さわやかふるさと訪問にて来校
- 平成14年3月31日 - 正門前信号機点灯式。桜ヶ丘幼稚園新園舎落成式・桜記念植樹
- 平成15年5月13日 - 市教委より算数科教育研究委嘱
- 平成16年11月4日 - 市教委研究委嘱研究発表会
- 平成18年8月25日 - 給食室床回収工事
- 平成20年2月22日 - 開校50周年記念式典挙行
  - 12月11日 - 普通教室デジタルテレビ導入工事
- 平成22年5月11日 - 市教委より生徒指導研究委嘱
- 平成23年11月11日 - 市教委研究委嘱研究発表会

- 平成24年8月29日 - 普通教室エアコン設置
- ２６年８月２８日-特別教室、少人数教室、給食調理室エアコン設置
- ２8年８月１日-埼玉大学教育学部研究委嘱「中核的理科教員を活用した地域理科教育のシステマティックリフォームの研究」（～３０年度）
- ２８年９月９日-深谷市コミュニティースクール指定
- ２９年２月１４日-「腰骨」を立てる。立腰教育研究実践公開
- ２９年５月２日-深谷市教育委員会委嘱「理科・生活科における主体的・対話的で深い学びの授業作り」（～３０年度）